# Antieke filosofie
Antieke filosofie ofwel klassieke filosofie is meestal de aanduiding voor de filosofie van de klassieke Griekse en enkele Romeinse filosofen. Deze begint in de zesde eeuw v.Chr. en loopt door tot de vijfde eeuw n.Chr. en kan, enigszins schematisch, worden verdeeld in drie periodes: de presocratische of wordingsperiode (zesde eeuw - vijfde eeuw v.Chr.), de bloeitijd (vijfde - vierde eeuw v.Chr.) en een post-klassieke periode (derde eeuw voor - vijfde eeuw na Chr.).
In de oudheid omvatte filosofie ook onderwerpen die later zijn afgesplitst als aparte wetenschappen, zoals natuurkunde, psychologie, biologie, kosmogonie, etc.
Aanvankelijk hielden de Griekse filosofen zich vooral bezig met de vraag naar het ontstaan en bestaan van de wereld, waarbij de grote stap was dat men afstand nam van de traditionele mythen die dit onderwerp ook behandelden. Met de Sofisten en Socrates krijgt de filosofie een sociaal aspect, en komen vragen over menselijk gedrag in de belangstelling.
Met Plato neemt de metafysica een hoge vlucht, maar hij incorporeert in zekere zin al het voorafgaande, en bereidt voor hetgeen na hem komt. Zijn filosofie is één reusachtig bouwwerk waarbinnen alles met elkaar samenhangt, al houdt hij zich bezig met natuurfilosofie, met de vraag wat kennis is, wat liefde is, en hoe een samenleving eruit moet zien. Bij Aristoteles scheiden verschillende disciplines zich af, omdat voor hem niet alles met alles samenhangt. Hij is ook de uitvinder van de logica. De hellenistische filosofie houdt zich vervolgens bezig met taalfilosofie en logica (de Stoïcijnen), en grijpt voor haar natuurverklaringen deels terug op de filosofen van vóór Socrates' tijd, maar meer en meer komt de vraag op de voorgrond naar het menselijk geluk, hoe innerlijke rust te bereiken is.
Met het neoplatonisme doet een mystiek element zijn intrede.

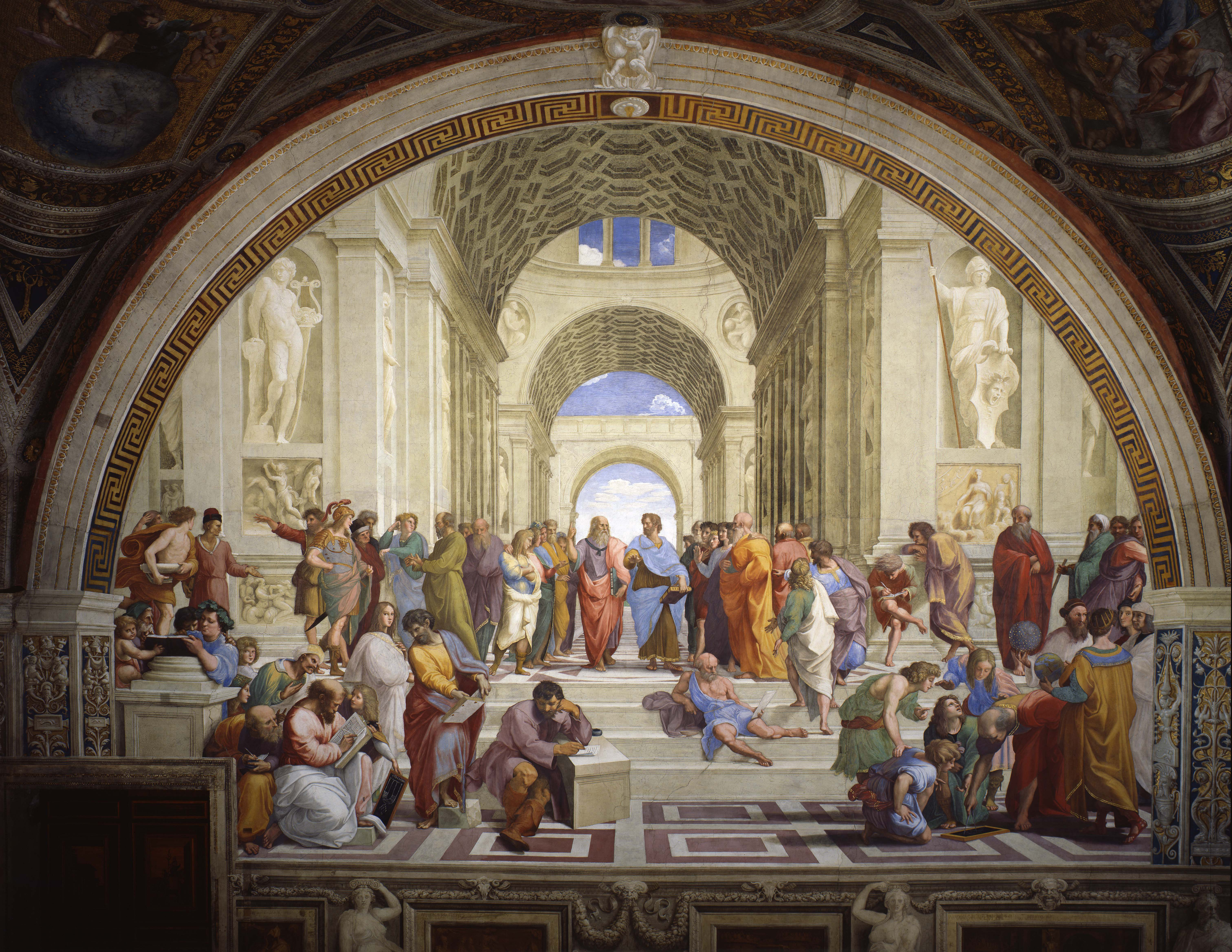
De Atheense school van Rafaël Santi, waarop tal van Griekse filosofen staan afgebeeld

## Presocraten
De vroegste periode is de presocratische. De westerse filosofie begint in Milete, en de allereerste Griekse denkers staan daarom bekend als de Milesische natuurfilosofen. Hun onderzoeksveld was geheel gericht op het uiterlijk waarneembare en het uiteindelijk vinden van de archè, het oerbeginsel. Het omvatte niet alleen wat tegenwoordig filosofie genoemd wordt, maar ook alles wat tegenwoordig wetenschap heet. Van geen van deze vroege schrijvers is een volledig werk bewaard gebleven. Alle Griekse filosofie van voor de tijd van Socrates staat bekend als de presocratische filosofie. Deze filosofie was hoofdzakelijk kosmologisch en kosmogonisch van aard. De presocraten zochten in de eerste plaats naar een fundamentele verklaring voor de natuurverschijnselen die zij om zich heen waarnamen, zoals zons- en maansverduisteringen en de jaarlijks terugkerende overstromingen van de Nijl nadat Sirius was opgekomen. Zij deden daarbij bewust geen beroep op de traditionele Oud-Griekse godsdienst.
De presocratische filosofen onderscheidden zich van hun voorgangers. Hun werken bevatten naast dogmatische beweringen over ontstaan en opbouw van de wereld namelijk ook beredeneerde argumenten voor verschillende wereldbeelden, verklaringen waarom iets niet alleen zo is, maar ook waarom het vreemd zou zijn indien het anders zou zijn. Volgens Thales drijft de aarde bijvoorbeeld op water. Dat verklaart niet alleen het zich voordoen van aardbevingen, maar maakt ze tot onvermijdelijke verschijnselen.
De methode die deze vroege Griekse filosofen hanteerden bij het opstellen van hun antwoorden was even belangrijk als de vragen (Waar komt alles vandaan, Waar gaat alles naartoe? Waarvan is alles gemaakt?) die zij zich stelden. De presocratische filosofen gebruikten de waarneming samen met de rede om de aard van de wereld om hen heen te verklaren. En hoewel latere filosofen uitvoerig hebben gedebatteerd over de relatieve waarde van beide, hebben ze zich na 2500 jaar fundamenteel verenigd in het gebruik van de methode die het eerst gebruikt werd door de presocraten.
Een probleem bij het preciseren van de ideeën van de presocraten is de gebrekkige overlevering van hun werken. We beschikken slechts over tekstfragmenten, samen met citaten en samenvattingen bij latere filosofen en schrijvers.

### Sofisten
Tevens waren er de sofisten. Van Protagoras (± 490 - 420 v.Chr.), de beroemdste sofist, is de relativistische uitspraak: De mens is maat van alle dingen. Van de dingen die zijn wat ze zijn en van de dingen die niet zijn wat ze niet zijn.. Deze nogal duistere en voor vele verklaringen vatbare uitspraak is waarschijnlijk gericht tegen de pretentie van de natuurfilosofen op een boven-persoonlijke waarheid en/of benadrukt de subjectiviteit van oordelen. Het optreden van de sofisten maakte bij het (jonge) Atheense publiek ook in algemene zin anti-traditionele gevoelens los. De sofisten benadrukten in hun onderwijs het maatschappelijk optreden, met name het spreken in het openbaar. Zodoende is iemand als Gorgias (± 480 - 399 v.Chr.) eerder als redenaar dan als sofist de geschiedenis in kunnen gaan.

## Bloeitijd van de antieke filosofie
De nu volgende periode voltrok zich in Athene, culminerend in de Akademeia van Plato, het Lykeion van Aristoteles en de daar ontstane werken.

### Socrates
Socrates (470 - 399 v.Chr.) is een wat problematische figuur: zijn roem dankt hij aan zijn dood, veroordeeld tot het drinken van de gifbeker, en aan Plato, die hem als belangrijkste spreker in zijn dialogen op laat treden. Socrates zelf heeft niets geschreven, maar het staat vast dat hij in Athene een betwiste figuur was. Hij werd door veel tijdgenoten als een van de sofisten beschouwd, maar heeft ongetwijfeld stimulerend gewerkt op de intellectuele ontwikkeling van Plato en anderen. Zijn naam wordt in de latere klassieke filosofie door bijna alle stromingen gebruikt om de volmaakte wijze aan te duiden. Het is niet mogelijk definitief vast te stellen wat Socrates' opvattingen waren, omdat bijna alles wat aan Socrates wordt toegeschreven er op is terug te voeren wat Plato hem laat zeggen. Meningen verschillen in hoeverre Plato hier de historische Socrates aan het woord laat of dat hij Socrates alleen zijn eigen opvattingen laat verwoorden.

### Plato

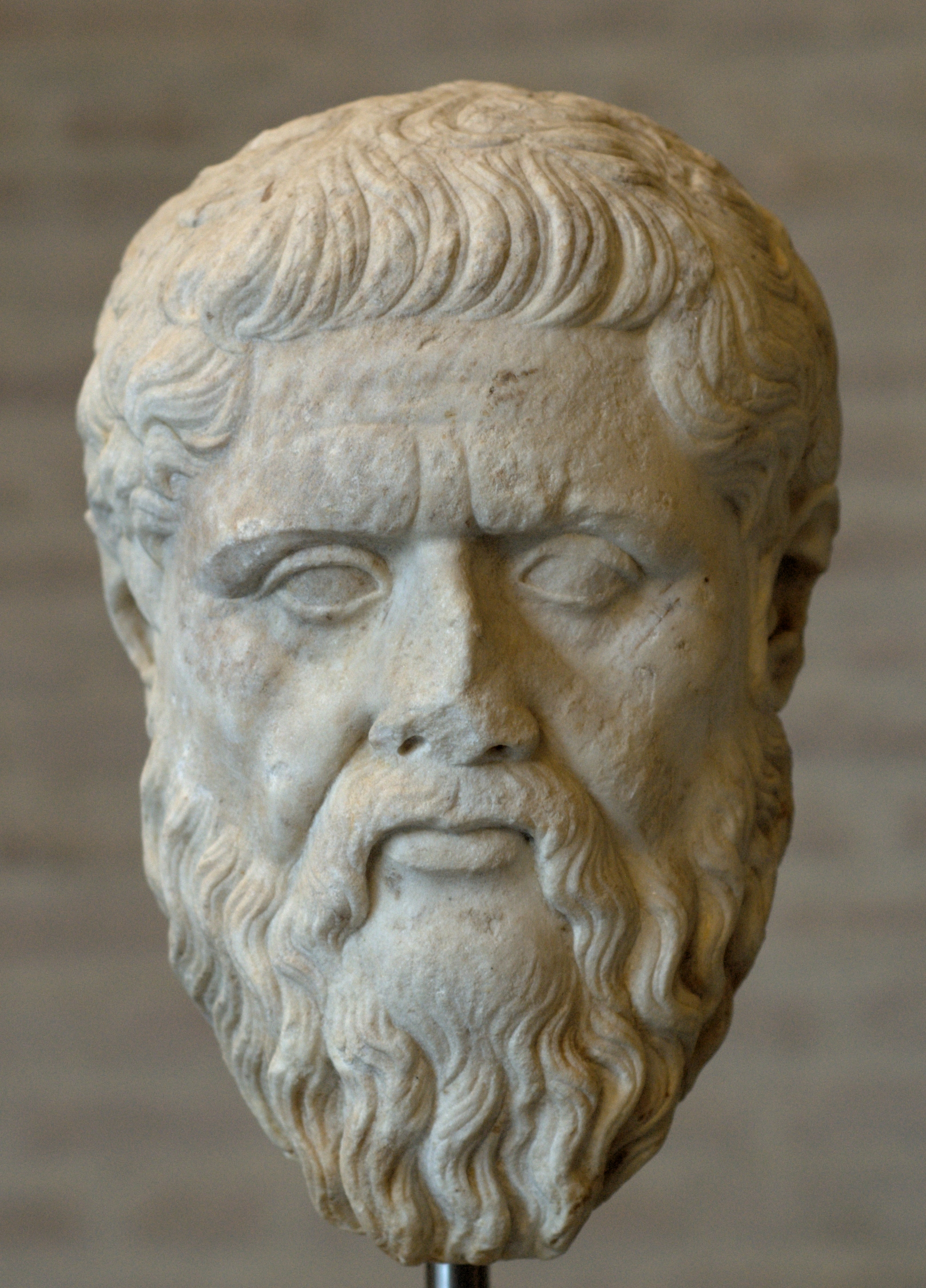
Plato

Plato's (428 - 347 v.Chr.) werk is in zijn geheel overgeleverd en er is een ontwikkeling zijn werk te onderkennen. Hij roept in zijn eerste aporetische dialogen, vragen op waarop geen enkel antwoord als afdoende wordt erkend, brengt in zijn klassiek geworden werken als het Symposium, de Staat en de Phaedrus stelligere opvattingen naar voren, onder andere dat de ziel onsterfelijk is, geeft in zijn Ideeënleer eeuwige, immateriële, transcendente voorbeelden, waarvan alles dat in onze wereld bestaat alleen een afbeelding is, waar de dingen om ons heen pas worden wat ze zijn door er aan mee te doen en waar alles naar streeft als naar zijn vervolmaking, maar is in de beschrijving daarvan kritisch, en houdt zich in zijn latere werken als de Theaetetus en de Sofist, ook ten aanzien van de problemen beschreven in de Ideeënleer, bezig met ons kenproces.
Plato was niet alleen filosoof, maar ook schrijver. Zijn werk is goed te lezen, het verklaart waarom zijn hele werk is overgeleverd en waarom hij zo'n grote invloed op de hele verdere filosofie heeft uitgeoefend.

### Aristoteles
Aristoteles (384 - 322 v.Chr.) was een leerling van Plato. Alleen de werken van Aristoteles zijn overgeleverd die voor onderwijs en onderzoek binnen een kleine kring waren bedoeld. De stijl waarin deze werken zijn geschreven is dan ook minder 'literair' dan die van Plato, maar kenmerkt zich vooral door een zeer bondige stijl. Aristoteles deed veel onderzoek, bijvoorbeeld op het gebied van de biologie, de staatkunde en de literatuur, en betrok vaak alle hem bekende eerdere opvattingen over een onderwerp in zijn eigen onderzoek. Hij is de uitvinder van de logica, een inventarisatie van geldige redeneringen, los van hun inhoud, een discipline die voor hem geen deel uitmaakt van de filosofie maar eraan voorafgaat. Zijn categorieënleer, de uiteenrafeling van de betekenissen van het Griekse werkwoord 'zijn' is gebaseerd op de Sofist van Plato. Dat is er een voorbeeld van hoezeer hij op het werk van Plato heeft voortgebouwd, maar zonder dit altijd toe te geven.
Hij gebruikte voor het in kaart brengen van de wereld om ons heen de vorm en de materie: alles om ons heen bestaat uit deze twee elementen. De vorm is hierbij het wezenlijke, waarnaar een voorwerp wordt benoemd. Als een deur van hout is, is het in de eerste plaats een deur en geen hout. De dynamiek in zijn teleologische wereldbeeld wordt bepaald door actualiteit en de mogelijkheid: hout is geen deur, maar een deur kan daarmee wel worden gemaakt. Het teleologische zit hem hierin, dat bijvoorbeeld een eikel als doel, Grieks τέλος, telos, heeft een eik te worden.

## Hellenistische filosofie
De hellenistische filosofie is de antieke filosofie uit de periode van het hellenisme.

### Epicurisme

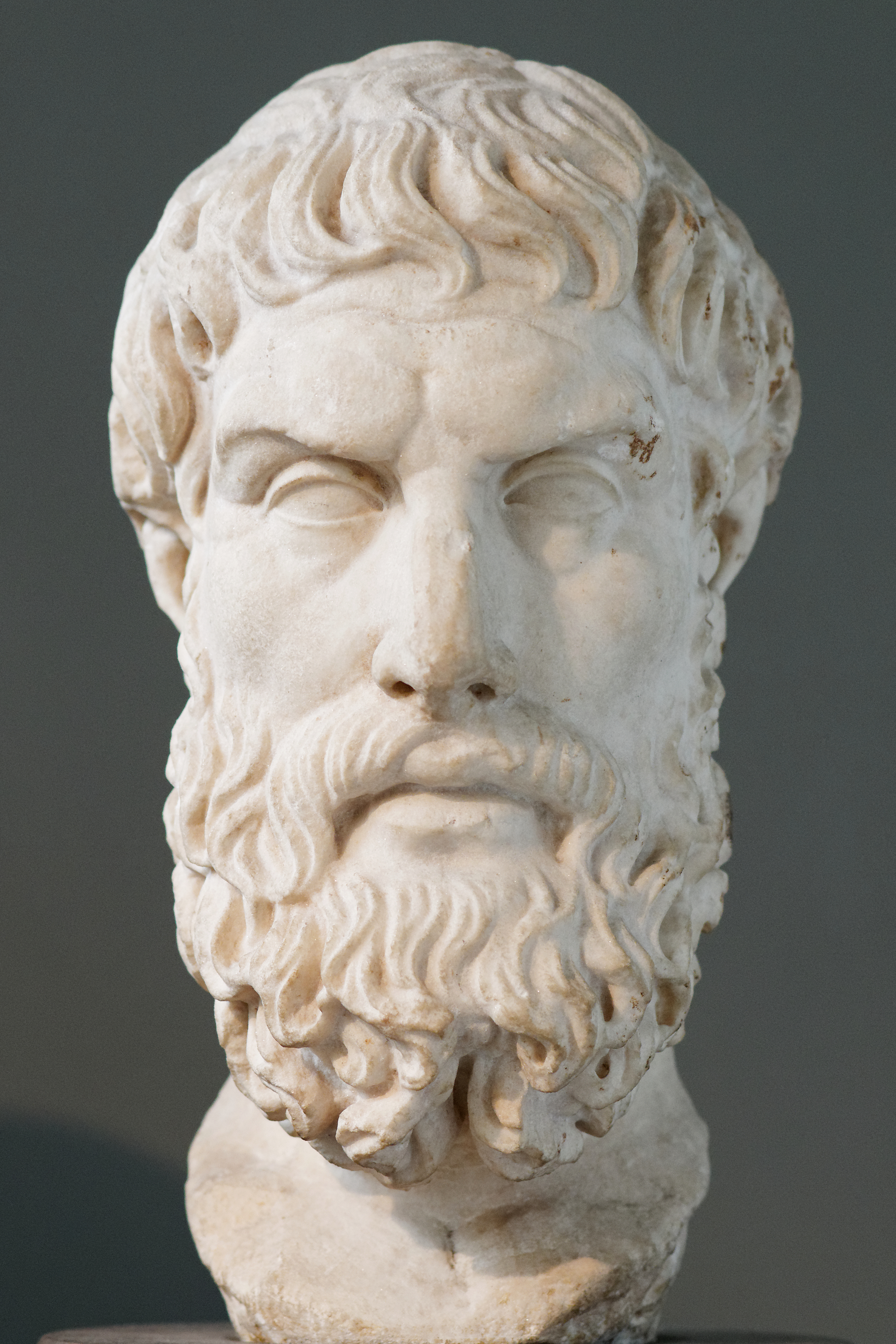
Epicurus

Anders dan bij de andere hellenistische stromingen, is de inhoud van het epicurisme goeddeels bepaald door zijn stichter Epicurus (341 - 270 v.C.). Hij heeft talloze werken geschreven over de wereld en de natuur, vreemd genoeg in de overtuiging dat het hierbij niet om de waarheid gaat, maar om het effect dat deze opvattingen kunnen uitoefenen op mensen. De filosofie heeft immers het menselijke geluk als enige doel. Epicurus grijpt in zijn natuurkunde terug op de atomisten, met dit verschil dat er bij hem sprake is van een clinamen: een onvoorspelbare zijwaartse beweging binnen de reguliere verticale beweging van de atomen, die op menselijk niveau correspondeert met de vrije wil, en algemener met de onvoorspelbaarheid van het bestaan. De beweging van de atomen door de lege ruimte heeft geen doel, er zit geen plan of hogere doelstelling achter waaraan men dient te gehoorzamen.
Afwezigheid van vrees en pijn garanderen ons geluk. Goed en kwaad meet het epicurisme dan ook af aan gewaarwordingen van genot en pijn. Hierbij is het veelal goed om af te zien van een klein genot, omdat te voorzien is dat het later gevolgd zal worden door onbehagen of wroeging. Het toppunt dat in deze te bereiken is, is de ataraxia: de toestand waarin we niet verstoord worden door enige angst of pijn, een toestand van innerlijke onverstoorbaarheid. De mens staat dan nog wel open voor de geneugten van de vriendschap.
In tegenstelling tot de Stoïcijnen ried Epicurus aan om zich terug te trekken uit het openbare leven: leef in het verborgene, een opvatting die, onder anderen via Cicero, bijgedragen heeft aan een zekere impopulariteit van het epicurisme. Hierbij werd het dan voorgesteld alsof het een oppervlakkige genotsleer betrof, die van de traditionele 'levensgenieter'. Deze voorstelling weer maakte het epicurisme verdacht bij Christelijke filosofen, die een filosofie die het leven doelloos acht en geen voorzienigheid erkent, natuurlijk verdacht en verderfelijk moesten vinden.
Na Epicurus is de Romeinse dichter Lucretius (98 - 55 v.Chr.) de bekendste Epicurist. Hij heeft in zijn De Rerum Natura de leer van Epicurus op zeer bevlogen en tegelijkertijd gedetailleerde wijze uiteengezet. Hij poogt de menselijke angsten te bestrijden, vooral de angst voor de Goden en voor de dood. In Epicurus' materialistische wereldbeeld is de dood alleen het ophouden van het leven en is er verder niets te vrezen. De Goden zijn er wel, maar bemoeien zich niet met ons. Lucretius' positie binnen de Romeinse cultuur is uniek: hij schrijft als mens, niet als Romein. Patriottisme komt men bij hem niet tegen. Hij is een van de grootste Latijnse dichters.

### Stoïcisme

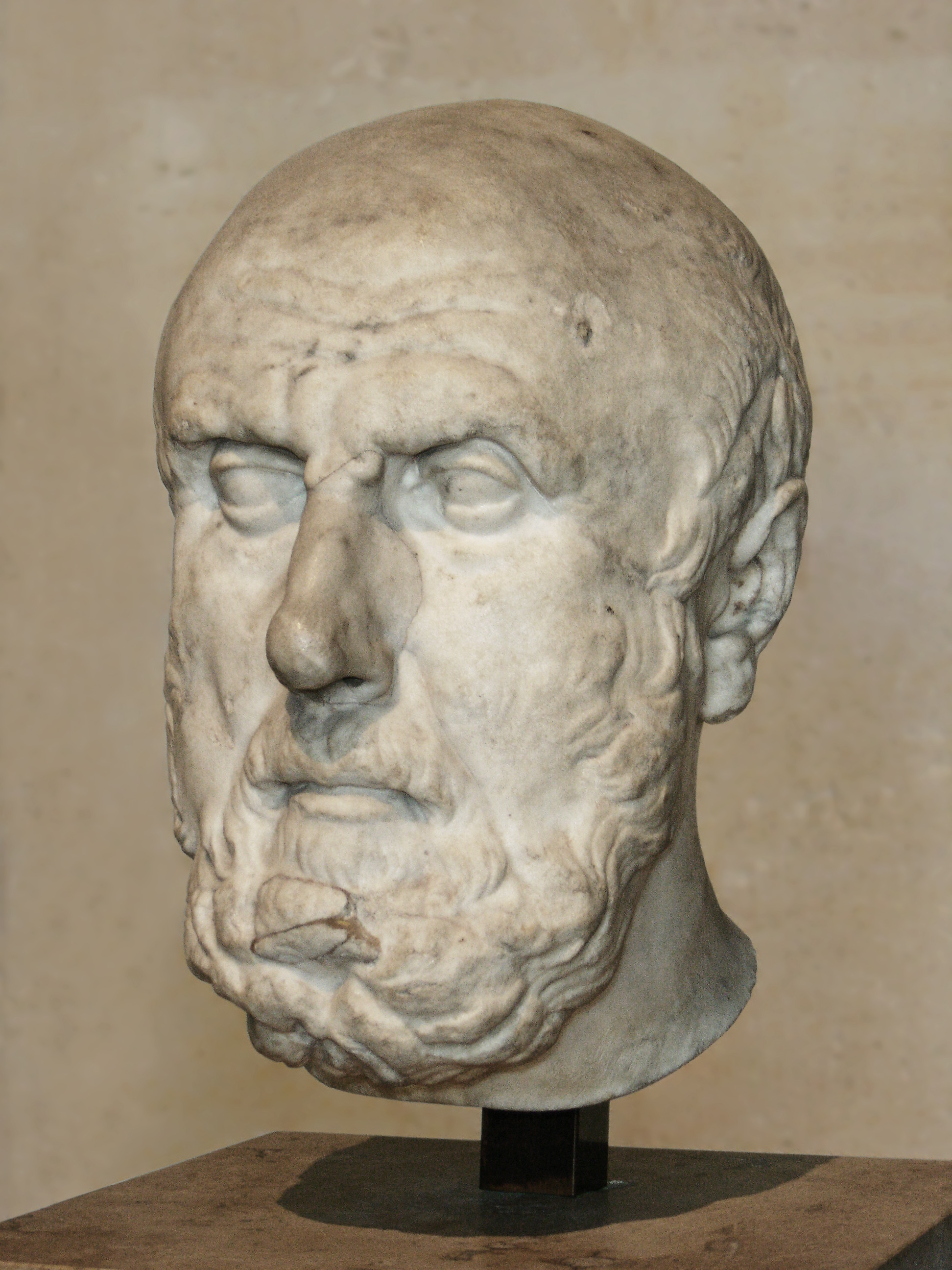
Chrysippus

Van de compromisloze oude Stoa hebben wij maar fragmenten over. Toch is het mogelijk deze leer, waarvan Zeno van Citium (333 - 262 v.Chr.) de stichter is, goeddeels te reconstrueren. Volgens de Stoïcijnen is alles materie, niet alleen de rede en de ziel, maar ook bijvoorbeeld eigenschappen. Dit op grond van hun criterium dat alleen lichamen invloed kunnen uitoefenen en ondergaan. De Stoa zoekt niet naar een waarheid 'achter' de verschijnselen, zoals Plato met zijn Ideeënleer, maar ziet de verschijnselen als onze enige mogelijkheid tot kennis. Over de vraag of deze bron tot betrouwbare kennis kan worden gemaakt heeft Chrysippos (280 - 206 v.Chr.), de tweede vader van de Stoa, lange discussies met de scepticus Carneades gevoerd.
De Stoa stelt als doel het bereiken van de apatheia, de toestand waarin men niet meer door emoties, door pathè wordt gestoord. Hierbij is het 'alles of niets': men kan niet half op weg zijn naar deze toestand. Alleen de Stoïsche wijze heeft deze toestand bereikt. Het vergt een intellectualistische houding: emoties zijn namelijk volgens Chrysippus niet anders dan onjuiste oordelen. Het is bijvoorbeeld het onjuiste oordeel dat men in een bepaalde situatie toe moet geven aan verdriet, die maakt dat we verdrietig worden, niet die situatie zelf. Deze heeft men niet in de hand, en is deterministisch bepaald: er vindt een eeuwige wederkeer plaats van onze kosmos.
Panaetius (185 - 112 v.Chr.), die de Stoa in Rome heeft geïntroduceerd, vormt samen met Posidonius (135 - 51 v.Chr.) de midden-Stoa, die wat humaner trekken vertoont. Zo is volgens Posidonius de emotie geen verkeerd oordeel meer, maar een zelfstandig bestaand iets in onze ziel.
De grootste invloed evenwel op het Europa vanaf de Renaissance heeft de latere Stoa uitgeoefend, deels omdat daarvan werken in hun geheel tot ons zijn gekomen, deels omdat hier de theoretische aspecten op de achtergrond treden ten gunste van de ethiek. De bekendste vertegenwoordiger hiervan is de Romein Seneca (3 v.Chr. - 65 n.Chr.). Zijn filosofie is zeer persoonlijk en getuigt van een groot inzicht in mensen. Hij is stoïcijn, maar niet dogmatisch: veel van de theoretische filosofische discussies vindt hij maar haarkloverij. Waar het om gaat is de levensfilosofie, de filosofie die een mens beter kan maken, 'beter' in de zin van nuttiger voor de mensheid, maar ook vrijer en onafhankelijker als individu. Middels zijn flitsende stijl scherpt hij zijn inzichten in. Op grond van zijn levenservaring, hij is op jeugdige leeftijd erg ziek geweest, hij is verbannen geweest en heeft jaren aan het hof van Nero gewerkt, kan hij schijnbaar moeiteloos in tal van situaties raad bieden.
Een andere vertegenwoordiger van de latere Stoa is Epictetus (50-130 n.Chr.), die het verschil benadrukt tussen zaken in onze macht, zoals onze opvattingen en verlangens, en zaken buiten onze macht, zoals onze reputatie en gezondheid: verwarring tussen deze twee categorieën is de bron van frustratie.

### Scepticisme

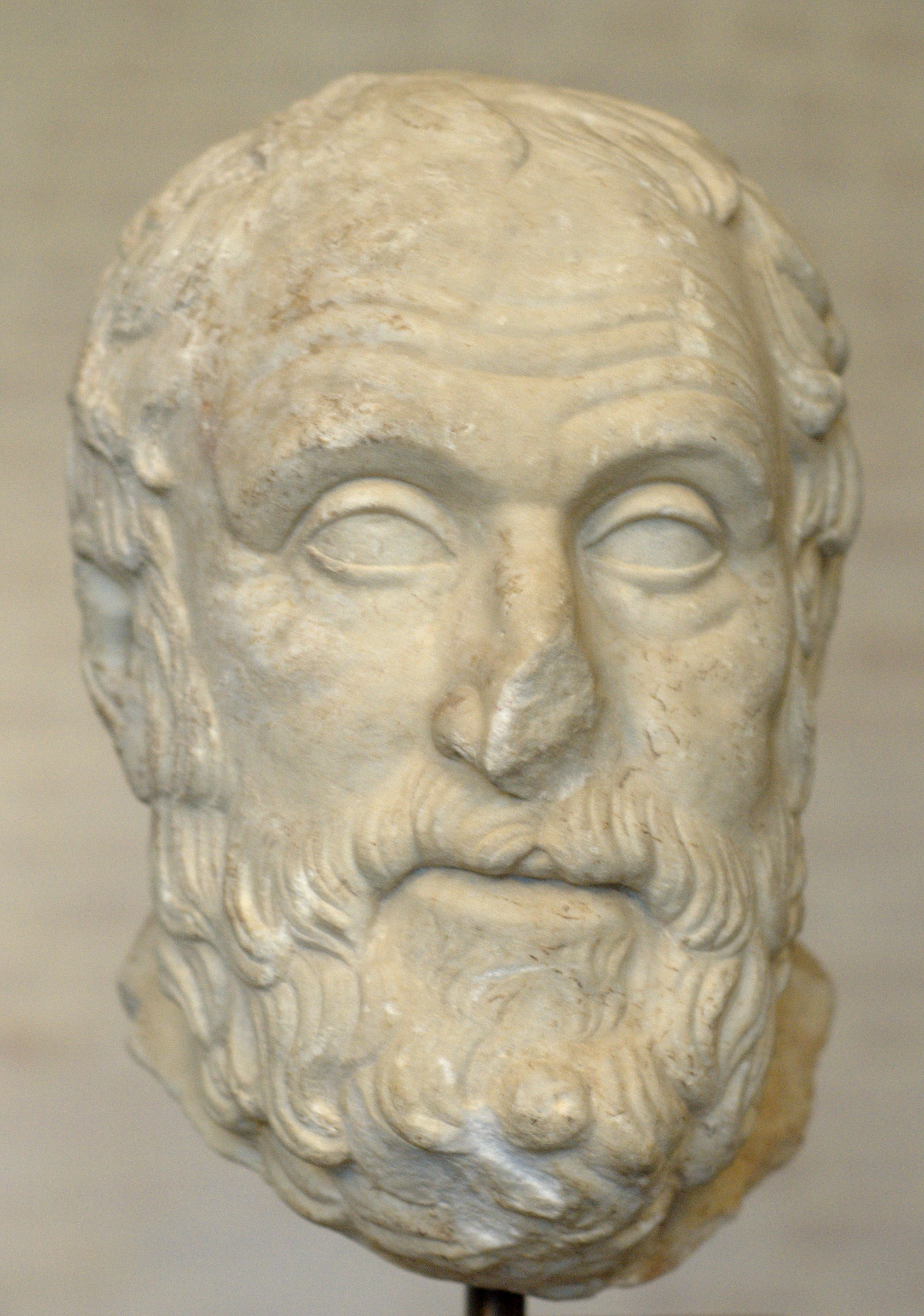
Carneades

Een andere manier om tot gemoedsrust te komen was die welke gepropageerd werd door Pyrrho (± 365-275 voor Chr.). Door onder alle omstandigheden ons oordeel op te schorten, epochè, en te erkennen dat men niets zeker kan weten, komt een innerlijke rust tot stand.
Een andere tak van het filosofische scepticisme is die van Carneades (219 - 128 v.Chr.). Hij bestreed de opvatting dat de mens de waarheid kan kennen. Voor het dagelijks leven heeft men voldoende aan waarschijnlijkheden. Daarmee wordt een afgeleide, praktische, waarschijnlijkheid bedoeld, die tot stand komt op grond van combinaties van eerder ontvangen indrukken. Hij bedoelt niet dat de relatie van onze indrukken met de daaraan ten grondslag liggende voorwerpen waarschijnlijk zou zijn.
Een derde bekende scepticus was Aenesidemus (1e eeuw voor Chr.). Men schrijft aan hem de zogenaamde tien tropen toe: de argumenten tegen de betrouwbaarheid van de waarneming, alsmede acht tropen gericht tegen de causaliteit.
Sextus Empiricus (2e eeuw n.Chr.) is onze belangrijkste, zij het wat wijdlopige, bron voor de kennis van het antieke scepticisme. Een andere bron is het werk van Cicero (106 - 43 v.Chr.). Zijn verdiensten op het gebied van de filosofie liggen er voornamelijk in dat hij de filosofie onder een breed publiek heeft gebracht. Hij heeft delen van de Griekse filosofie bij de Romeinen geïntroduceerd, waarbij hij Latijnse termen heeft ingevoerd als qualitas. Als filosoof beweert hij aanhanger van de sceptische Nieuwe Academie te zijn, maar soms neigt hij tot de Stoa, en soms ook zegt hij dat alle filosofische stromingen, met uitzondering van het epicurisme, zich alleen van elkaar onderscheiden door hun terminologie. Hij ziet een filosofische opleiding als een goede scholing voor een redenaar en politicus, dus als een soort 'algemene ontwikkeling'.

### Socratische scholen
Van minder belang zijn de socratische scholen, waaronder de Megarische School, het cynisme en de Cyrenaeici. Kenmerkend voor hen lijkt het ontkennen van alle verheven filosofische kennis, waaronder de metafysische, wetenschappelijke en ethische. Bekendst van hen allen is de cynicus Diogenes (404 - 323 v.Chr.), maar deze dankt zijn bekendheid vooral aan de anekdoten omtrent zijn gedrag, aan onder andere zijn leven in een ton. De naam van de megariker Diodoros is verbonden met het zogenaamde meester-argument, betreffende het begrip mogelijk in relatie tot verleden en toekomstige gebeurtenissen.

## Neoplatonisme
- Plotinus (204 - 270 n.Chr.)

Plotinus zag zichzelf als exegeet van Plato, zonder de ambitie een eigen filosofie te hebben. Maar in zijn interpretatie van Plato zijn onmiskenbaar vele elementen ontleend aan Aristoteles en de filosofen na hem. Hiermee stond hij in een lange traditie, toch laat men met hem het Neoplatonisme beginnen, vanwege de kwaliteit van zijn werk. Dit werk, de 'Enneaden', is moeilijk toegankelijk, maar wie er in doordringt treft mooie beelden aan waarmee hij zijn abstracte metafysica onder woorden tracht te brengen. Voor hem is de kosmos een eeuwigdurende emanatie vanuit het hoogste principe (Het Ene), naar de Geest ('Nous'), via de Ziel naar de Materie. Hierbij geldt, dat hoe verder verwijderd van het 'Ene', des te minder 'niveau' of kracht. Een en ander is evenwel niet temporeel op te vatten, maar slechts als een weergave van de structuur van onze wereld. Ook op psychologisch, individueel niveau vinden we deze onderverdeling terug: de mens kan er naar streven terug te keren tot het Ene. Hierin vindt de mens zijn hoogste verwerkelijking. Deze staat kan slechts bereikt worden na langdurige filosofische studie, en is niet iets blijvends voor de mens. Verder was Plotinus een uitgesproken tegenstander van de gnosis.
Proclus (± 410 - 485 na Chr.) is de systematicus binnen het Neoplatonisme. Zijn werk is daardoor veel 'droger' dan dat van Plotinus, maar studie van zijn Elementen der theologie heeft een waarde voor de kennis van het levende Neoplatonisme vergelijkbaar met die van de studie van de anatomie voor de kennis van het levende lichaam. Zijn wijze van filosoferen middels stellingen en hun bewijs zal in de middeleeuwen nagevolgd worden, en vinden we nog terug bij Spinoza.

## Overgang naar de Middeleeuwen
- Boëthius (±480-525 n.Chr.)

Boëthius is een zeer opmerkelijk figuur, doordat hij met zijn Consolatio Philosophiae (Vertroosting van de Filosofie) een zuiver klassiek filosofisch werk heeft geschreven, met zijn Latijnse vertalingen van Griekse filosofische werken tegemoetkwam aan een behoefte van zijn tijd, maar tegelijk ook Christelijk-theologische werken heeft geproduceerd, bijvoorbeeld De Trinitate (Over de Drie-Eenheid). Zijn werk is zeer veel gelezen in de middeleeuwen. Tegenwoordig wordt vooral nog zijn prachtige Consolatio gelezen en vertaald. Dit geschrift kwam tot stand in de periode dat hij gevangen zat, en is geschreven om zichzelf te troosten voor zijn droeve lot. Hiertoe voert vrouwe Philosophia een gesprek met hem, dat kan gelden als de finale paukenslag der antieke filosofie.

## Voetnoten
1. ↑  Ons woord sofist in zijn negatieve betekenis van iemand die scherpzinnige drogredenen of schijngronden aanvoert (Van Dale) gaat terug op de negatieve schildering die Plato van de Sofisten gaf, als retorici die ieder standpunt verdedigden naargelang ze ervoor betaald werden. Zie ook de naam die Aristoteles gaf aan zijn werk over drogredenen: Sofistische weerleggingen. De sofistiek wordt normaliter niet als een filosofische stroming in de eigenlijke zin van het woord beschouwd, maar als een overgangsfase naar de opleving van de filosofie in Athene. Vergelijk de opmerking van R.J. Hankinson n.a.v. Gorgias' Helena (op blz. 513 van de Cambridge History of Hellenistic Philosophy): It is not serious philosophy, but it raises serious philosophical points. Het streven sofistische redeneringen te weerleggen is zowel voor Plato als voor Aristoteles een belangrijke inspiratiebron geweest.
2. ↑  Van het Griekse woord ἰδέα, idea, dat aanblik of vorm betekent. Plato gebruikte hiervoor ook het woord eidos, vorm, voor. Ons woord idee heeft zijn betekenis gekregen doordat binnen het neoplatonisme Plato's Ideeënleer als gedachten van een godheid werd gezien.
3. ↑  Aristoteles gebruikte voor vorm zowel morfè als eidos. Plato gebruikte in zijn Ideeënleer ook eidos. Het verschil is dat deze vorm concreet is en niet transcendent. Dat onze indeling trouwens schematischer is dan de historische werkelijkheid blijkt er bijvoorbeeld ook uit dat Democritus zijn 'atomen' ook als vormen aanduidde, Grieks: atomoi ideai, ondeelbare vormen.
4. ↑  Het Griekse apatheia heeft hier dus niet de negatieve connotatie van het Nederlandse woord apathie.
5. ↑  Stanford Encyclopedia of Philosophy. 5. The Master Argument. in het artikel Dialectical School
6. ↑  E.R. Dodds, Introduction to: Proclus The Elements of Theology